# Carl-Ehrenfried Carlberg
Carl-Ehrenfried Carlberg (Stockholm, 24 februari 1889 - Stockholm, 22 januari 1962) was een Zweeds turner.
Carlberg won tijdens de Olympische Zomerspelen 1912 in zijn geboortestad Stockholm de gouden medaille met de Zweedse ploeg in de landenwedstrijd Zweeds systeem.

## Olympische Zomerspelen
| Jaar | Plaats    | Resultaten          |
| ---- | --------- | ------------------- |
| 1912 | Stockholm | team Zweeds systeem |